# 森可政
森可政（1560年或1561年—1623年7月13日）是日本戰國時代的武將。父親是森可行。

## 生平

### 早年
在永祿3年（1560年）（一說是永祿4年（1561年））於尾張國葉栗郡蓮台（現今岐阜縣羽島郡笠松町）出生。與哥哥可成相差37歲，比可成的兒子可隆、長可更年輕。
在可成死後，輔佐繼承家督的長可。天正7年（1579年），在有岡城之戰中，與長可一同參戰。天正10年（1582年），在本能寺之變後，長可配下的甲賀眾秘密救出在安土城內被當作人質的仙千代（後來的森忠政，長可的弟弟）和妙向尼（長可的母親）、於鍋（可政的女兒）時，只救出仙千代和妙向尼，而把於鍋留在城內，於是與長可不和並出奔（後來獨力救出於鍋）。

### 出奔時期
在出奔後，投靠羽柴秀吉。天正11年（1583年），成為秀吉之下的黄母衣眾。在此後的小牧長久手之戰、小田原征伐、文祿慶長之役亦有參戰。在文祿慶長之役中，於文祿之役時守備名護屋城，而在慶長之役時渡海，攻下釜山的城池而立下戰功。戰後，在朝鮮的戰功被承認，加增1千8百6十石。
不過在秀吉生前開始，就與德川家康結交，令次男可澄仕於德川家，更安排從森家出奔並成為浪人的女婿關武兵衛仕於榊原康政等，可見對豐臣家的忠誠不深。在秀吉死後不久，與家康互通。慶長4年（1599年），在發生武斷派七將襲撃石田三成的騷動時，前往向島城擔仕家康警備。翌年（1600年），在關原之戰中，屬於有馬則賴軍，在戰後加增5百石。同年，經池田輝政仲介，與森忠政會面，與18年不和的森宗家和解。在江戶幕府成立後，成為家康的直臣。慶長9年（1604年），敘任對馬守。

### 復歸森家
此後，忠政向家康請求，希望可政復歸。慶長17年（1612年），回到美作國津山的忠政之下，被賜予5千石所領（後來加增至7千石）和執權職，更在進入津山時，受到忠政親自迎接等，受到良好待遇。而在擔任家康直臣時期的所領，由兒子重政、可澄繼續於家康之下繼承。此後，作為執權在森家得到很大發言力，與3個兒子一同輔佐忠政。從慶長19年（1614年）至慶長20年（1615年）的大坂之陣中，在忠政離開領國而參戰時，以留守居役的身份，代行經營領國。
在元和9年（1623年）6月16日死去。享年64歲。7千石遺領分別由四男可春繼承3千5百石、五男正次繼承1千5百石、六男正信繼承2千石（本來是1千5百石，後來變成2千石）。